# 矢状面
矢状面（しじょうめん）は、左右相称な動物の体の正中に対し平行に、体を左右に分ける面である。
正中に沿って体を左右に等分する面（正中矢状面）が最も有用だが、左か右にずれた平行な面もまた矢状面である。
ヒラメなどわずかな例外を除き、鉛直面である。
矢状面は横断面と直交するため、縦断面の1種である。また冠状面とも直交する。

## 画像
- 他の平面との関係。矢状面、冠状面、横断面。
- ヒト頭部の矢状面。
- ヒト頭部の様々な矢状面。様々な矢状面のうち正中（左右の中央）での断面を特に正中矢状面と言う。